# Висш кюрдски съвет
Висшият кюрдски съвет (на кюрдски: Desteya Bilind a Kurd, DBK) е временно правителство в Сирийски Кюрдистан по време на гражданската война в Сирия. Той се създава през юли 2012 година, под егидата на двете основни военно-политически организации на сирийските кюрди - Демократичен съюз и Кюрдски национален съвет. Състои се от 10 души, с равен брой членове от двете формации.